# 일본국 헌법 제9장
일본국 헌법 제9장 개정(일본어: 日本国憲法第9章 改正)은 일본국 헌법의 개정에 관한 부분이다. 제96조 하나만으로 구성되어 있다.

## 구성
- 제96조 헌법 개정의 절차, 그 공포

## 같이 보기
- 일본국 헌법
- 일본국 정부
- 국민주권
- 개헌